# Saison 2015-2016 de la LHJMQ
Saison précédente Saison suivante
La saison 2015-2016 est la 47e saison de hockey sur glace de la Ligue de hockey junior majeur du Québec. La saison régulière voit 18 équipes jouer 68 matchs chacune. Les Huskies de Rouyn-Noranda remportent la Coupe du président en battant en finale les Cataractes de Shawinigan.

## Saison régulière

### Classement
| Clt | Équipe                          | Division  | PJ | V  | D  | N | DP | BP  | BC  | Pts |
| --- | ------------------------------- | --------- | -- | -- | -- | - | -- | --- | --- | --- |
| 1   | Huskies de Rouyn-Noranda        | Ouest     | 68 | 54 | 9  | 3 | 2  | 302 | 181 | 113 |
| 2   | Cataractes de Shawinigan        | Est       | 68 | 44 | 19 | 4 | 1  | 281 | 220 | 93  |
| 3   | Sea Dogs de Saint-Jean          | Maritimes | 68 | 42 | 20 | 6 | 0  | 258 | 222 | 90  |
| 4   | Foreurs de Val-d'Or             | Ouest     | 68 | 49 | 15 | 3 | 1  | 293 | 197 | 102 |
| 5   | Olympiques de Gatineau          | Ouest     | 68 | 46 | 19 | 2 | 1  | 250 | 173 | 95  |
| 6   | Wildcats de Moncton             | Maritimes | 68 | 36 | 21 | 9 | 2  | 268 | 250 | 83  |
| 7   | Screaming Eagles du Cap-Breton  | Maritimes | 68 | 38 | 24 | 5 | 1  | 286 | 237 | 82  |
| 8   | Océanic de Rimouski             | Est       | 68 | 36 | 25 | 5 | 2  | 208 | 203 | 79  |
| 9   | Islanders de Charlottetown      | Maritimes | 68 | 35 | 26 | 5 | 2  | 227 | 232 | 77  |
| 10  | Saguenéens de Chicoutimi        | Est       | 68 | 32 | 25 | 5 | 6  | 223 | 217 | 75  |
| 11  | Tigres de Victoriaville         | Est       | 68 | 33 | 28 | 3 | 4  | 246 | 249 | 73  |
| 12  | Remparts de Québec              | Est       | 68 | 28 | 33 | 6 | 1  | 205 | 258 | 63  |
| 13  | Armada de Blainville-Boisbriand | Ouest     | 68 | 26 | 32 | 8 | 2  | 171 | 201 | 62  |
| 14  | Titan d'Acadie-Bathurst         | Maritimes | 68 | 27 | 35 | 3 | 3  | 224 | 254 | 60  |
| 15  | Phœnix de Sherbrooke            | Ouest     | 68 | 24 | 35 | 7 | 2  | 207 | 241 | 57  |
| 16  | Voltigeurs de Drummondville     | Ouest     | 68 | 27 | 39 | 2 | 0  | 189 | 264 | 56  |
| 17  | Mooseheads d'Halifax            | Maritimes | 68 | 21 | 39 | 7 | 1  | 193 | 277 | 50  |
| 18  | Drakkar de Baie-Comeau          | Est       | 68 | 14 | 49 | 2 | 3  | 147 | 302 | 33  |

- En gras et en italique : champion de la saison régulière
- En gras : champion de division
- En italique : qualifié pour les séries éliminatoires

### Meilleurs pointeurs
| Clt | Joueur                  | Équipe                 | PJ | B  | A  | Pts | Pun |
| --- | ----------------------- | ---------------------- | -- | -- | -- | --- | --- |
| 1   | Conor Garland           | Moncton                | 62 | 39 | 89 | 128 | 97  |
| 2   | Francis Perron          | Rouyn-Noranda          | 62 | 41 | 67 | 108 | 38  |
| 3   | Pierre-Luc Dubois       | Cap-Breton             | 62 | 42 | 57 | 99  | 112 |
| 4   | Alexis D'Aoust          | Shawinigan             | 68 | 44 | 54 | 98  | 22  |
| 5   | Anthony Beauregard (en) | Val-d'Or               | 67 | 30 | 63 | 93  | 62  |
| 5   | Vitali Abramov          | Gatineau               | 63 | 38 | 55 | 93  | 36  |
| 7   | Nicolas Roy             | Chicoutimi             | 63 | 48 | 42 | 90  | 71  |
| 8   | Michael Carcone         | Drummondville          | 66 | 47 | 42 | 89  | 80  |
| 8   | Alex Barre-Boulet (en)  | Drummondville          | 65 | 35 | 54 | 89  | 42  |
| 10  | Michael Joly (en)       | Cap-Breton et Rimouski | 60 | 47 | 41 | 88  | 38  |

## Séries éliminatoires
Les seize meilleures équipes de la saison régulière participent aux séries, les champions de division étant classés aux trois premières places. La meilleure équipe rencontre la seizième, la deuxième la quinzième et ainsi de suite jusqu'à la huitième qui affronte la neuvième. En quarts de finale et en demi-finales, les matchs sont à nouveau organisés en fonction du classement lors de la saison régulière.
|  | Huitièmes de finale     | Huitièmes de finale             | Huitièmes de finale | Huitièmes de finale             |   |                          | Quarts de finale | Quarts de finale | Quarts de finale | Quarts de finale |  |  | Demi-finales           | Demi-finales           | Demi-finales           | Demi-finales           |  |  | Finale         | Finale         | Finale         | Finale         |
|  |                         |                                 |                     |                                 |   |                          |                  |                  |                  |                  |  |  |                        |                        |                        |                        |  |  |                |                |                |                |
|  | du 25 au 30 mars        | du 25 au 30 mars                | du 25 au 30 mars    | du 25 au 30 mars                |   |                          | du 8 au 15 avril | du 8 au 15 avril | du 8 au 15 avril | du 8 au 15 avril |  |  | du 22 avril au 1er mai | du 22 avril au 1er mai | du 22 avril au 1er mai | du 22 avril au 1er mai |  |  | du 4 au 12 mai | du 4 au 12 mai | du 4 au 12 mai | du 4 au 12 mai |
|  | 1                       | Huskies de Rouyn-Noranda        | 4                   | 4                               |   |                          | du 8 au 15 avril | du 8 au 15 avril | du 8 au 15 avril | du 8 au 15 avril |  |  | du 22 avril au 1er mai | du 22 avril au 1er mai | du 22 avril au 1er mai | du 22 avril au 1er mai |  |  | du 4 au 12 mai | du 4 au 12 mai | du 4 au 12 mai | du 4 au 12 mai |
|  | 1                       | Huskies de Rouyn-Noranda        | 4                   | 4                               |   |                          | du 8 au 15 avril | du 8 au 15 avril | du 8 au 15 avril | du 8 au 15 avril |  |  | du 22 avril au 1er mai | du 22 avril au 1er mai | du 22 avril au 1er mai | du 22 avril au 1er mai |  |  | du 4 au 12 mai | du 4 au 12 mai | du 4 au 12 mai | du 4 au 12 mai |
|  | 16                      | Voltigeurs de Drummondville     | 0                   | 0                               |   |                          | du 8 au 15 avril | du 8 au 15 avril | du 8 au 15 avril | du 8 au 15 avril |  |  | du 22 avril au 1er mai | du 22 avril au 1er mai | du 22 avril au 1er mai | du 22 avril au 1er mai |  |  | du 4 au 12 mai | du 4 au 12 mai | du 4 au 12 mai | du 4 au 12 mai |
|  | 16                      | Voltigeurs de Drummondville     | 0                   | 0                               | 1 | Huskies de Rouyn-Noranda | 4                | 4                |                  |                  |  |  | du 22 avril au 1er mai | du 22 avril au 1er mai | du 22 avril au 1er mai | du 22 avril au 1er mai |  |  | du 4 au 12 mai | du 4 au 12 mai | du 4 au 12 mai | du 4 au 12 mai |
|  | du 25 mars au 1er avril |                                 |                     |                                 | 1 | Huskies de Rouyn-Noranda | 4                | 4                |                  |                  |  |  | du 22 avril au 1er mai | du 22 avril au 1er mai | du 22 avril au 1er mai | du 22 avril au 1er mai |  |  | du 4 au 12 mai | du 4 au 12 mai | du 4 au 12 mai | du 4 au 12 mai |
|  |                         |                                 | 13                  | Armada de Blainville-Boisbriand | 1 | 1                        |                  |                  |                  |                  |  |  | du 22 avril au 1er mai | du 22 avril au 1er mai | du 22 avril au 1er mai | du 22 avril au 1er mai |  |  | du 4 au 12 mai | du 4 au 12 mai | du 4 au 12 mai | du 4 au 12 mai |
|  | 2                       | Cataractes de Shawinigan        | 13                  | Armada de Blainville-Boisbriand | 1 | 1                        | 4                | 4                |                  |                  |  |  | du 22 avril au 1er mai | du 22 avril au 1er mai | du 22 avril au 1er mai | du 22 avril au 1er mai |  |  | du 4 au 12 mai | du 4 au 12 mai | du 4 au 12 mai | du 4 au 12 mai |
|  | 2                       | Cataractes de Shawinigan        | du 7 au 17 avril    |                                 |   |                          | 4                | 4                |                  |                  |  |  | du 22 avril au 1er mai | du 22 avril au 1er mai | du 22 avril au 1er mai | du 22 avril au 1er mai |  |  | du 4 au 12 mai | du 4 au 12 mai | du 4 au 12 mai | du 4 au 12 mai |
|  | 15                      | Phœnix de Sherbrooke            | 1                   | 1                               |   |                          |                  |                  |                  |                  |  |  | du 22 avril au 1er mai | du 22 avril au 1er mai | du 22 avril au 1er mai | du 22 avril au 1er mai |  |  | du 4 au 12 mai | du 4 au 12 mai | du 4 au 12 mai | du 4 au 12 mai |
|  | 15                      | Phœnix de Sherbrooke            | 1                   | 1                               | 1 | Huskies de Rouyn-Norand  | 4                | 4                |                  |                  |  |  |                        |                        |                        |                        |  |  | du 4 au 12 mai | du 4 au 12 mai | du 4 au 12 mai | du 4 au 12 mai |
|  | du 25 mars au 1er avril |                                 |                     |                                 | 1 | Huskies de Rouyn-Norand  | 4                | 4                |                  |                  |  |  |                        |                        |                        |                        |  |  | du 4 au 12 mai | du 4 au 12 mai | du 4 au 12 mai | du 4 au 12 mai |
|  |                         |                                 | 6                   | Wildcats de Moncton             | 2 | 2                        |                  |                  |                  |                  |  |  |                        |                        |                        |                        |  |  | du 4 au 12 mai | du 4 au 12 mai | du 4 au 12 mai | du 4 au 12 mai |
|  | 3                       | Sea Dogs de Saint-Jean          | 6                   | Wildcats de Moncton             | 2 | 2                        | 4                | 4                |                  |                  |  |  |                        |                        |                        |                        |  |  | du 4 au 12 mai | du 4 au 12 mai | du 4 au 12 mai | du 4 au 12 mai |
|  | 3                       | Sea Dogs de Saint-Jean          | du 22 au 29 avril   |                                 |   |                          | 4                | 4                |                  |                  |  |  |                        |                        |                        |                        |  |  | du 4 au 12 mai | du 4 au 12 mai | du 4 au 12 mai | du 4 au 12 mai |
|  | 14                      | Titan d'Acadie-Bathurst         | 1                   | 1                               |   |                          |                  |                  |                  |                  |  |  |                        |                        |                        |                        |  |  | du 4 au 12 mai | du 4 au 12 mai | du 4 au 12 mai | du 4 au 12 mai |
|  | 14                      | Titan d'Acadie-Bathurst         | 1                   | 1                               | 2 | Cataractes de Shawinigan | 4                | 4                |                  |                  |  |  |                        |                        |                        |                        |  |  | du 4 au 12 mai | du 4 au 12 mai | du 4 au 12 mai | du 4 au 12 mai |
|  | du 25 mars au 3 avril   |                                 |                     |                                 | 2 | Cataractes de Shawinigan | 4                | 4                |                  |                  |  |  |                        |                        |                        |                        |  |  | du 4 au 12 mai | du 4 au 12 mai | du 4 au 12 mai | du 4 au 12 mai |
|  |                         |                                 | 9                   | Islanders de Charlottetown      | 2 | 2                        |                  |                  |                  |                  |  |  |                        |                        |                        |                        |  |  | du 4 au 12 mai | du 4 au 12 mai | du 4 au 12 mai | du 4 au 12 mai |
|  | 4                       | Foreurs de Val-d'Or             | 9                   | Islanders de Charlottetown      | 2 | 2                        | 2                | 2                |                  |                  |  |  |                        |                        |                        |                        |  |  | du 4 au 12 mai | du 4 au 12 mai | du 4 au 12 mai | du 4 au 12 mai |
|  | 4                       | Foreurs de Val-d'Or             | du 7 au 19 avril    |                                 |   |                          | 2                | 2                |                  |                  |  |  |                        |                        |                        |                        |  |  | du 4 au 12 mai | du 4 au 12 mai | du 4 au 12 mai | du 4 au 12 mai |
|  | 13                      | Armada de Blainville-Boisbriand | 4                   | 4                               |   |                          |                  |                  |                  |                  |  |  |                        |                        |                        |                        |  |  | du 4 au 12 mai | du 4 au 12 mai | du 4 au 12 mai | du 4 au 12 mai |
|  | 13                      | Armada de Blainville-Boisbriand | 4                   | 4                               | 1 | Huskies de Rouyn-Norand  | 4                | 4                |                  |                  |  |  |                        |                        |                        |                        |  |  |                |                |                |                |
|  | du 25 au 30 mars        |                                 |                     |                                 | 1 | Huskies de Rouyn-Norand  | 4                | 4                |                  |                  |  |  |                        |                        |                        |                        |  |  |                |                |                |                |
|  |                         |                                 | 2                   | Cataractes de Shawinigan        | 1 | 1                        |                  |                  |                  |                  |  |  |                        |                        |                        |                        |  |  |                |                |                |                |
|  | 5                       | Olympiques de Gatineau          | 2                   | Cataractes de Shawinigan        | 1 | 1                        | 4                | 4                |                  |                  |  |  |                        |                        |                        |                        |  |  |                |                |                |                |
|  | 5                       | Olympiques de Gatineau          |                     |                                 |   |                          |                  | 4                |                  |                  |  |  |                        |                        |                        |                        |  |  |                |                |                |                |
|  | 12                      | Remparts de Québec              | 0                   | 0                               |   |                          |                  |                  |                  |                  |  |  |                        |                        |                        |                        |  |  |                |                |                |                |
|  | 12                      | Remparts de Québec              | 0                   | 0                               | 3 | Sea Dogs de Saint-Jean   | 4                | 4                |                  |                  |  |  |                        |                        |                        |                        |  |  |                |                |                |                |
|  | du 25 mars au 1er avril |                                 |                     |                                 | 3 | Sea Dogs de Saint-Jean   | 4                | 4                |                  |                  |  |  |                        |                        |                        |                        |  |  |                |                |                |                |
|  |                         |                                 | 7                   | Screaming Eagles du Cap-Breton  | 3 | 3                        |                  |                  |                  |                  |  |  |                        |                        |                        |                        |  |  |                |                |                |                |
|  | 6                       | Wildcats de Moncton             | 7                   | Screaming Eagles du Cap-Breton  | 3 | 3                        | 4                | 4                |                  |                  |  |  |                        |                        |                        |                        |  |  |                |                |                |                |
|  | 6                       | Wildcats de Moncton             | du 8 au 18 avril    |                                 |   |                          | 4                | 4                |                  |                  |  |  |                        |                        |                        |                        |  |  |                |                |                |                |
|  | 11                      | Tigres de Victoriaville         | 1                   | 1                               |   |                          |                  |                  |                  |                  |  |  |                        |                        |                        |                        |  |  |                |                |                |                |
|  | 11                      | Tigres de Victoriaville         | 1                   | 1                               | 2 | Cataractes de Shawinigan | 4                | 4                |                  |                  |  |  |                        |                        |                        |                        |  |  |                |                |                |                |
|  | du 25 mars au 4 avril   |                                 |                     |                                 | 2 | Cataractes de Shawinigan | 4                | 4                |                  |                  |  |  |                        |                        |                        |                        |  |  |                |                |                |                |
|  |                         |                                 | 3                   | Sea Dogs de Saint-Jean          | 1 | 1                        |                  |                  |                  |                  |  |  |                        |                        |                        |                        |  |  |                |                |                |                |
|  | 7                       | Screaming Eagles du Cap-Breton  | 3                   | Sea Dogs de Saint-Jean          | 1 | 1                        | 4                | 4                |                  |                  |  |  |                        |                        |                        |                        |  |  |                |                |                |                |
|  | 7                       | Screaming Eagles du Cap-Breton  |                     |                                 |   |                          |                  | 4                |                  |                  |  |  |                        |                        |                        |                        |  |  |                |                |                |                |
|  | 10                      | Saguenéens de Chicoutimi        | 2                   | 2                               |   |                          |                  |                  |                  |                  |  |  |                        |                        |                        |                        |  |  |                |                |                |                |
|  | 10                      | Saguenéens de Chicoutimi        | 2                   | 2                               | 5 | Olympiques de Gatineau   | 2                | 2                |                  |                  |  |  |                        |                        |                        |                        |  |  |                |                |                |                |
|  | du 25 mars au 3 avril   |                                 |                     |                                 | 5 | Olympiques de Gatineau   | 2                | 2                |                  |                  |  |  |                        |                        |                        |                        |  |  |                |                |                |                |
|  |                         |                                 | 6                   | Wildcats de Moncton             | 4 | 4                        |                  |                  |                  |                  |  |  |                        |                        |                        |                        |  |  |                |                |                |                |
|  | 8                       | Océanic de Rimouski             | 6                   | Wildcats de Moncton             | 4 | 4                        | 2                | 2                |                  |                  |  |  |                        |                        |                        |                        |  |  |                |                |                |                |
|  | 8                       | Océanic de Rimouski             |                     |                                 |   |                          |                  | 2                |                  |                  |  |  |                        |                        |                        |                        |  |  |                |                |                |                |
|  | 9                       | Islanders de Charlottetown      | 4                   | 4                               |   |                          |                  |                  |                  |                  |  |  |                        |                        |                        |                        |  |  |                |                |                |                |
|  | 9                       | Islanders de Charlottetown      | 4                   | 4                               |   |                          |                  |                  |                  |                  |  |  |                        |                        |                        |                        |  |  |                |                |                |                |
|  |                         |                                 |                     |                                 |   |                          |                  |                  |                  |                  |  |  |                        |                        |                        |                        |  |  |                |                |                |                |

## Équipes d'étoiles
La ligue sélectionne trois équipes d'étoiles dont une pour les recrues.

### Première équipe
- Gardien de but : Étienne Montpetit, Foreurs de Val d'Or
- Défenseur : Samuel Girard, Cataractes de Shawinigan
- Défenseur : Philippe Myers, Huskies de Rouyn-Noranda
- Ailier gauche : Francis Perron, Huskies de Rouyn-Noranda
- Centre : Nicolas Roy, Saguenéens de Chicoutimi
- Ailier droit : Conor Garland, Wildcats de Moncton

### Deuxième équipe
- Gardien de but : Julio Billia, Saguenéens de Chicoutimi
- Défenseur : Thomas Chabot, Sea Dogs de Saint-Jean
- Défenseur : Jérémy Lauzon, Huskies de Rouyn-Noranda
- Ailier gauche : Pierre-Luc Dubois, Screaming Eagles du Cap-Breton
- Centre : Anthony Beauregard, Foreurs de Val d'Or
- Ailier droit : Alexis D'Aoust, Cataractes de Shawinigan

### Équipes des recrues
- Gardien de but : Mathieu Bellemare, Olympiques de Gatineau
- Défenseur : Zachary Lauzon, Huskies de Rouyn-Noranda
- Défenseur : Pascal Corbeil, Armada de Blainville-Boisbriand
- Ailier gauche : Maxime Comtois, Tigres de Victoriaville
- Centre : Antoine Morand, Titan d'Acadie-Bathurst
- Ailier droit : Vitali Abramov, Olympiques de Gatineau

## Trophées
Cinq récompenses collectives et dix-neuf individuelles sont décernées.

### Récompenses collectives
- Coupe du président (champions des séries éliminatoires) : Huskies de Rouyn-Noranda
- Trophée Jean-Rougeau (champions de la saison régulière) : Huskies de Rouyn-Noranda
- Trophée Robert-Lebel (meilleure moyenne de buts encaissés) : Olympiques de Gatineau
- Trophée Luc-Robitaille (plus grand nombre de buts marqués) : Huskies de Rouyn-Noranda
- Trophée Jean-Sawyer (meilleure direction marketing) : Remparts de Québec

### Récompenses individuelles
- Trophée Jean-Béliveau (meilleur pointeur : Conor Garland, Wildcats de Moncton
- Trophée Jacques-Plante (meilleure moyenne de buts encaissés) : Chase Marchand, Huskies de Rouyn-Noranda
- Trophée Michel-Bergeron (recrue offensive de l'année) : Vitali Abramov, Olympiques de Gatineau
- Trophée Frank-J.-Selke (joueur le plus gentilhomme) : Samuel Girard, Cataractes de Shawinigan
- Trophée Michel-Brière (meilleur joueur) : Francis Perron, Huskies de Rouyn-Noranda
- Trophée Émile-Bouchard (défenseur de l'année) : Samuel Girard, Cataractes de Shawinigan
- Trophée Guy-Lafleur (meilleur joueur des séries éliminatoires) : Francis Perron, Huskies de Rouyn-Noranda
- Trophée Michael-Bossy (meilleur espoir) : Pierre-Luc Dubois, Screaming Eagles du Cap-Breton
- Trophée Raymond-Lagacé (recrue défensive de l'année) : Mathieu Bellemare, Olympiques de Gatineau
- Trophée Marcel-Robert (meilleur étudiant) : Alexis D'Aoust, Cataractes de Shawinigan
- Trophée Paul-Dumont (personnalité de l'année) : Pierre-Luc Dubois, Screaming Eagles du Cap-Breton
- Trophée John-Horman (administrateur de l'année) : Louis Painchaud, Remparts de Québec
- Recrue de l'année (meilleure recrue) : Vitalii Abramov, Olympiques de Gatineau
- Trophée Ron-Lapointe (meilleur entraîneur) : Gilles Bouchard, Huskies de Rouyn-Noranda
- Plaque Cabinet de relations publiques NATIONAL (plus grande implication dans la communauté) : Samuel Laberge, Océanic de Rimouski
- Trophée Kevin-Lowe (meilleur défenseur défensif) : Allan Caron, Océanic de Rimouski
- Trophée Guy-Carbonneau (meilleur attaquant défensif) : Shawn St-Amant, Foreurs de Val d'Or
- Trophée Maurice-Filion (directeur général de l'année) : Gilles Bouchard, Huskies de Rouyn-Noranda
- Trophée Denis-Arsenault (conseiller pédagogique de l'année) : Stéphane Lajoie, Cataractes de Shawiniga